# 罗坑水库 (电白)
罗坑水库位于中国广东省茂名市电白县罗坑镇，是以灌溉为主，兼有发电、防洪、养殖等功能的大（二）型水库。
水库发源于八甲大山的鹅凰嶂。